# 유교 (동진)
유교(劉翹)는 중국 남북조 시대 송의 초대 황제인 무제 유유의 아버지이다. 시호는 효황제(孝皇帝)이다. 자(字)는 현종(顯宗)이다.
동안부군(東安府君) 유정(劉靖)의 아들이며, 동안군(東安郡)의 공조(功曹)를 지냈다.
영초 원년(420년) 6월 정묘일, 무제에 의해 효황제로 추존되었다.

## 가계도

### 후비
- 효목황후(孝穆皇后) 조안종(趙安宗, 343년 ~ 363년)
- 효의황후(孝懿皇后) 소문수(蕭文壽, 343년 ~ 423년)

### 황자
1. 송왕(宋王) 유유(劉裕) - 효목황후 소생. 후일 송 무제(武帝).
2. 장사경왕(長沙景王) 유도린(劉道鄰, 368년 ~ 422년) - 효의황후 소생.
3. 임천무열왕(臨川武烈王) 유도규(劉道規, 370년 ~ 412년) - 효의황후 소생. 초기 시호는 남군무열공(南郡武烈公).